# Synagoga v Krnově

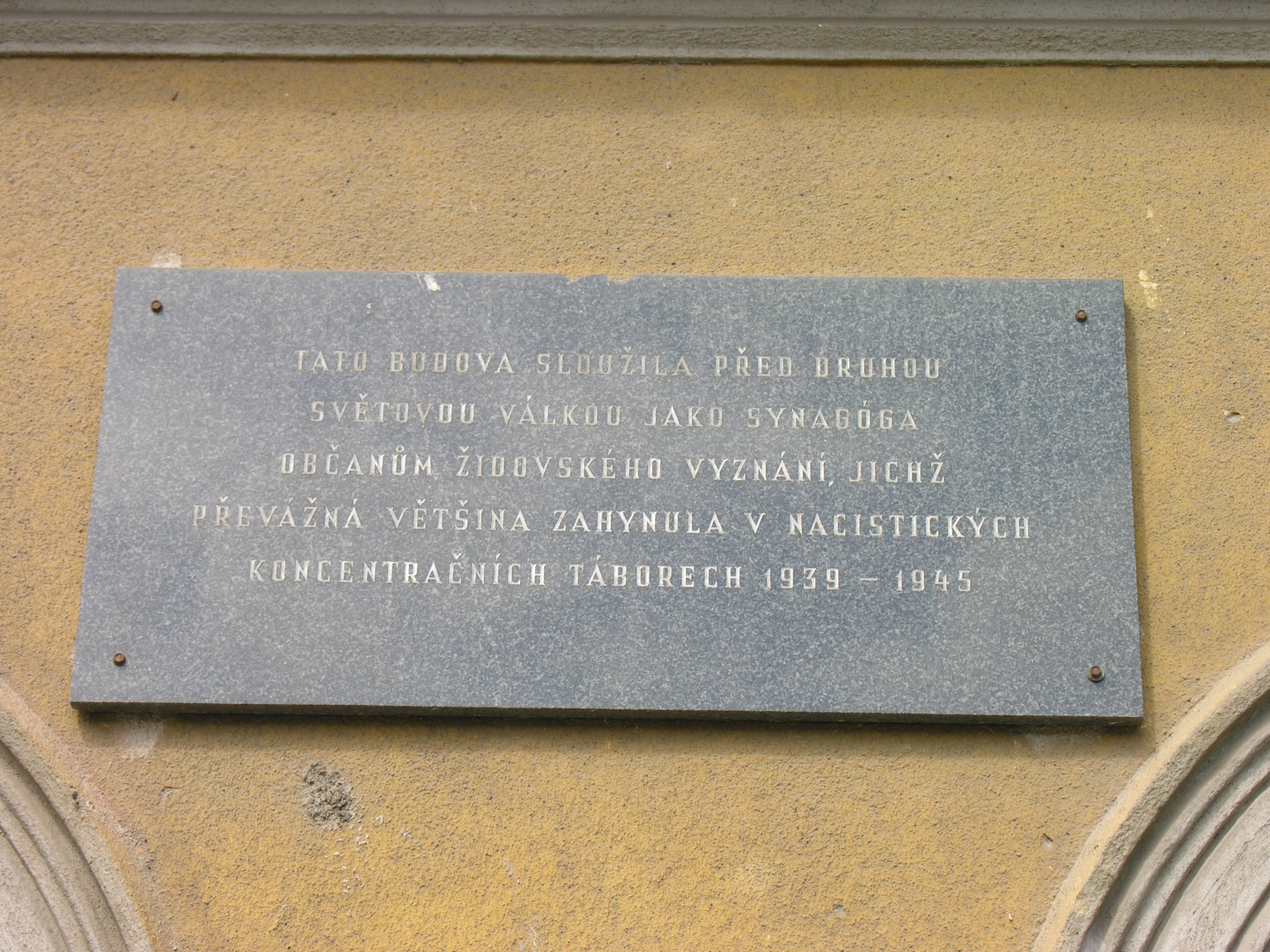
Pamětní deska na fasádě tamější synagogy

Krnovská synagoga je význačná kulturní památka, jež se nachází na východním okraji městského jádra, na nároží ulic Soukenické č. 28/čp. 83 (nejprve Tempelring, potom Tuchmacherring, pak Gottwaldova třída) a Barvířské za budovou České pošty v Soukenické ulici č. 28/čp. 83.

## Historie a popis
Synagoga v Krnově byla postavena jako náhrada starší modlitebny v letech 1871-2 místním stavitelem Ernestem Latzelem a vysvěcena 5. června 1872 brněnským rabínem Dr. Baruchem Placzkem. Jedná se o stavbu v novorománském slohu s maurskými prvky v interiéru. Synagoga je připomínkou tehdejší prosperity místní židovské komunity, v jejíchž řadách bylo mnoho významných krnovských podnikatelů a osobností. 
Přestala sloužit bohoslužbám v roce 1938, kdy Krnov obsadila německá armáda. Jako jedna z mála synagog v regionu byla uchráněna před zničením v době nacistické okupace – na rozdíl od synagog v Hlubčicích, Ostravě, Opavě, Olomouci, které byly zapáleny a srovnány se zemí. Jeden svitek Tóry zachránil místopředseda krnovské židovské obce Karl Fried. Poté byla budova vzhledem k výhodné poloze blízko centra města adaptována na městskou tržnici. Přestavbu provedla firma krnovského architekta a stavitele Franze Irblicha. Po válce sloužila budova nejprve jako sklad, od roku 1960 jako státní okresní archiv nově vzniklého okresu Bruntál. Po povodni v roce 1997, která poškodila archiválie i samotnou stavbu, byla synagoga vyklizena.
Je to samostatně stojící, dvoupodlažní halová budova obdélného půdorysu, s dvojicí věží na východním průčelí. V interiéru zaujme pozornost dřevěný kazetový malovaný strop a dřevěná galerie pro ženy na litinových sloupech po třech stranách sálu.[zdroj?]
Budova byla v letech 1958–1987 chráněnou nemovitou kulturní památkou.

## 21. století
Budovu v 90. letech 20. století restituovala Židovská obec Olomouc, která ji v roce 2002 předala Federaci židovských obcí v ČR. Od podzimu 2003 se do synagogy začal pomalu navracet duchovní a kulturní život: pořádaly se koncerty se zaměřením na hebrejské písně, vystoupení židovských tanců, připomínky židovských svátků a další aktivity; souběžně se realizovala postupná památková obnova. 
V letech 2012-14 došlo k velkorysé komplexní rekonstrukci ke kulturně-společenským účelům v rámci projektu Revitalizace židovských památek v ČR zvané též 10hvězd. Templ, který provozuje občanské sdružení Krnovská synagoga, hostí stálou muzejní expozici "Židovští průmyslníci, podnikatelé a vynálezci".

## Galerie

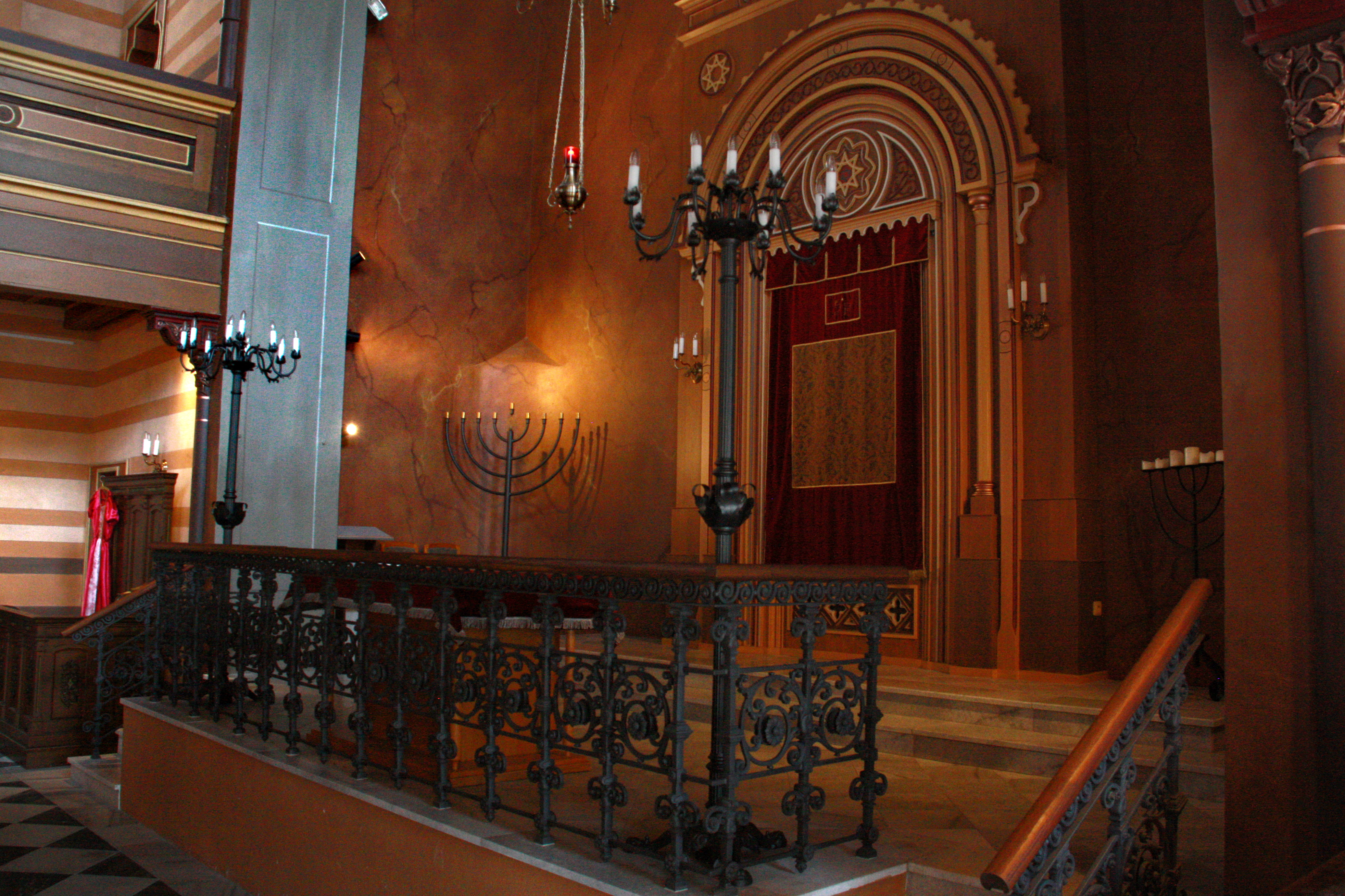
Aron ha-kodeš v synagoze
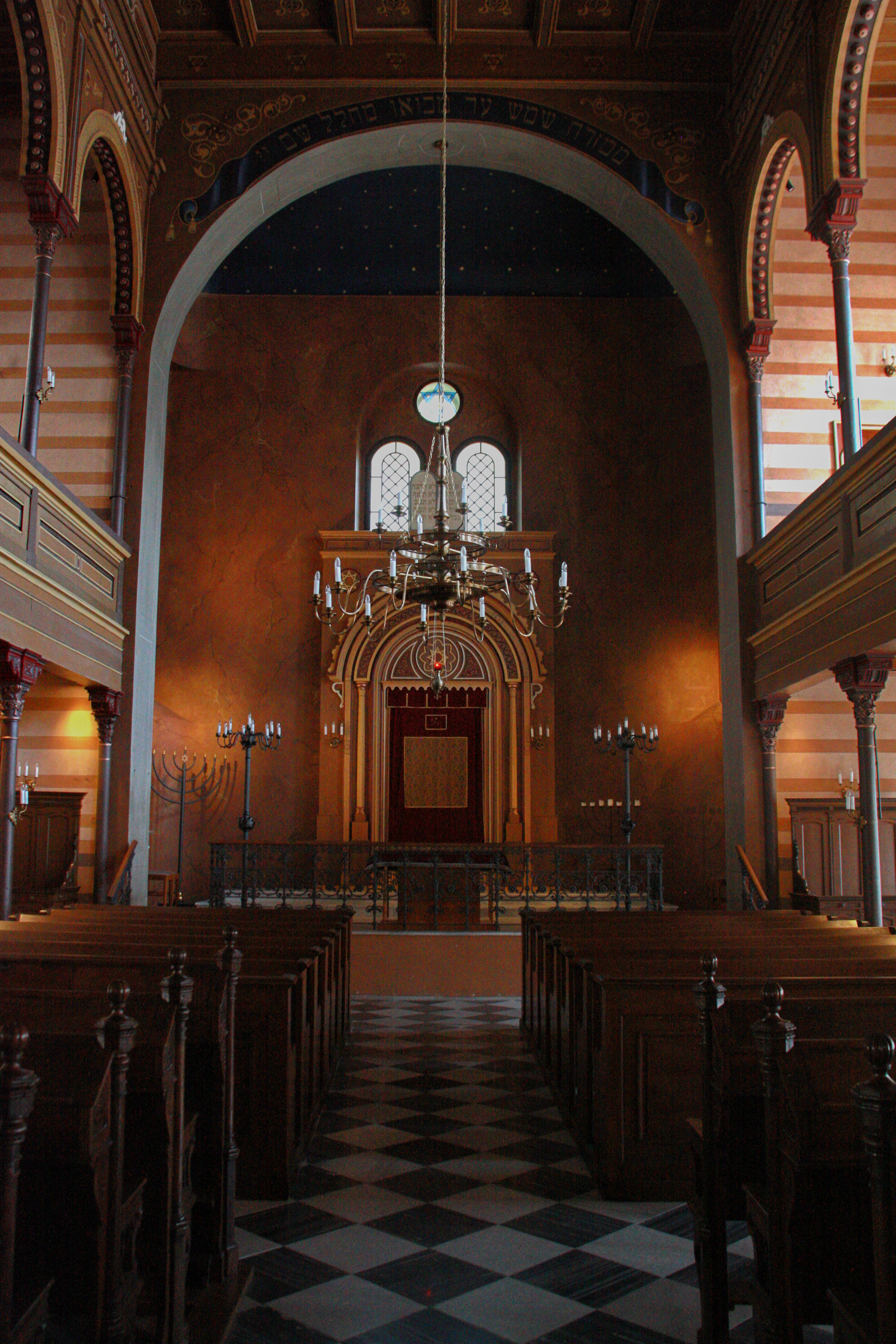
Hlavní loď
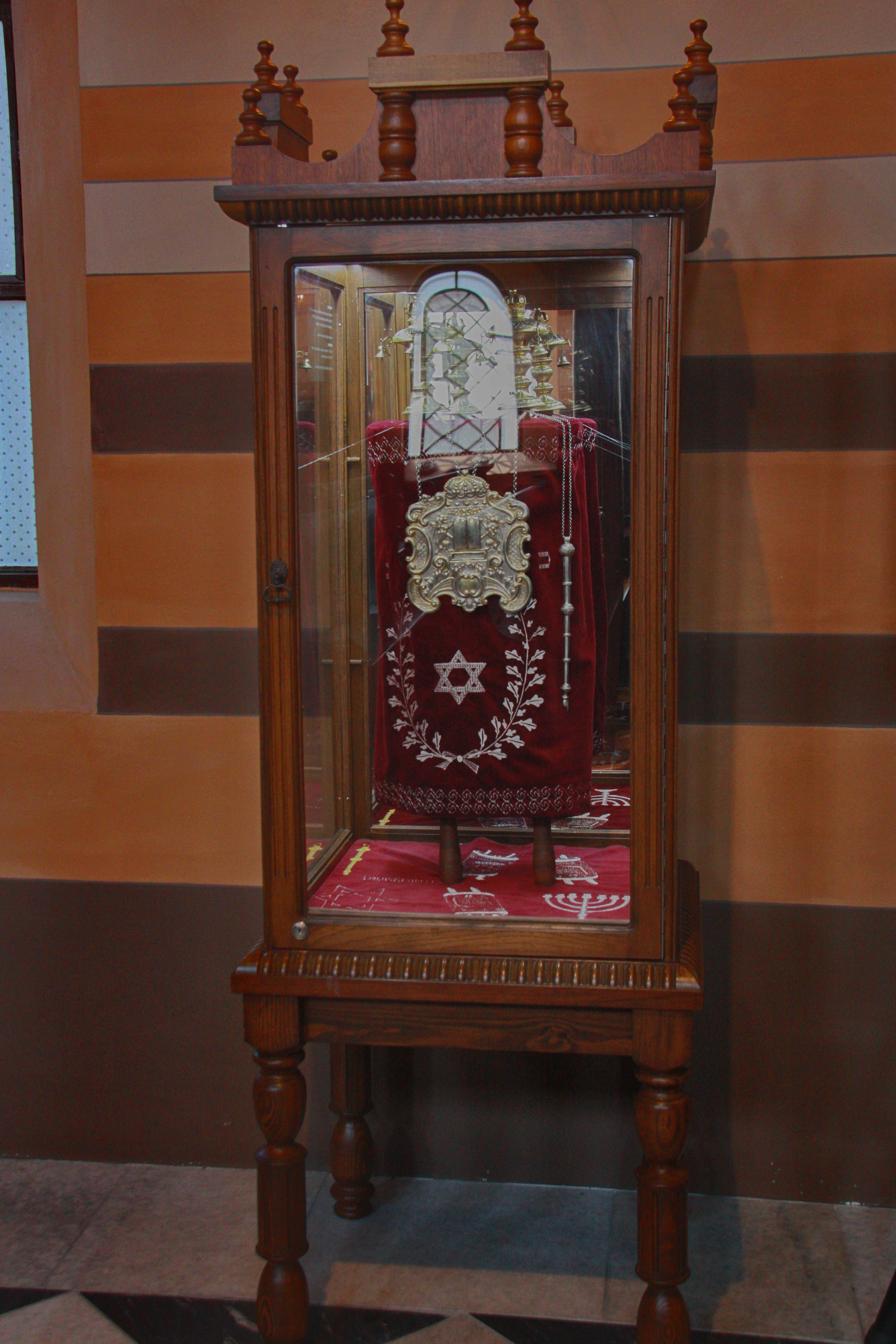
Nevyužívaný, vystavený svitek Tóry
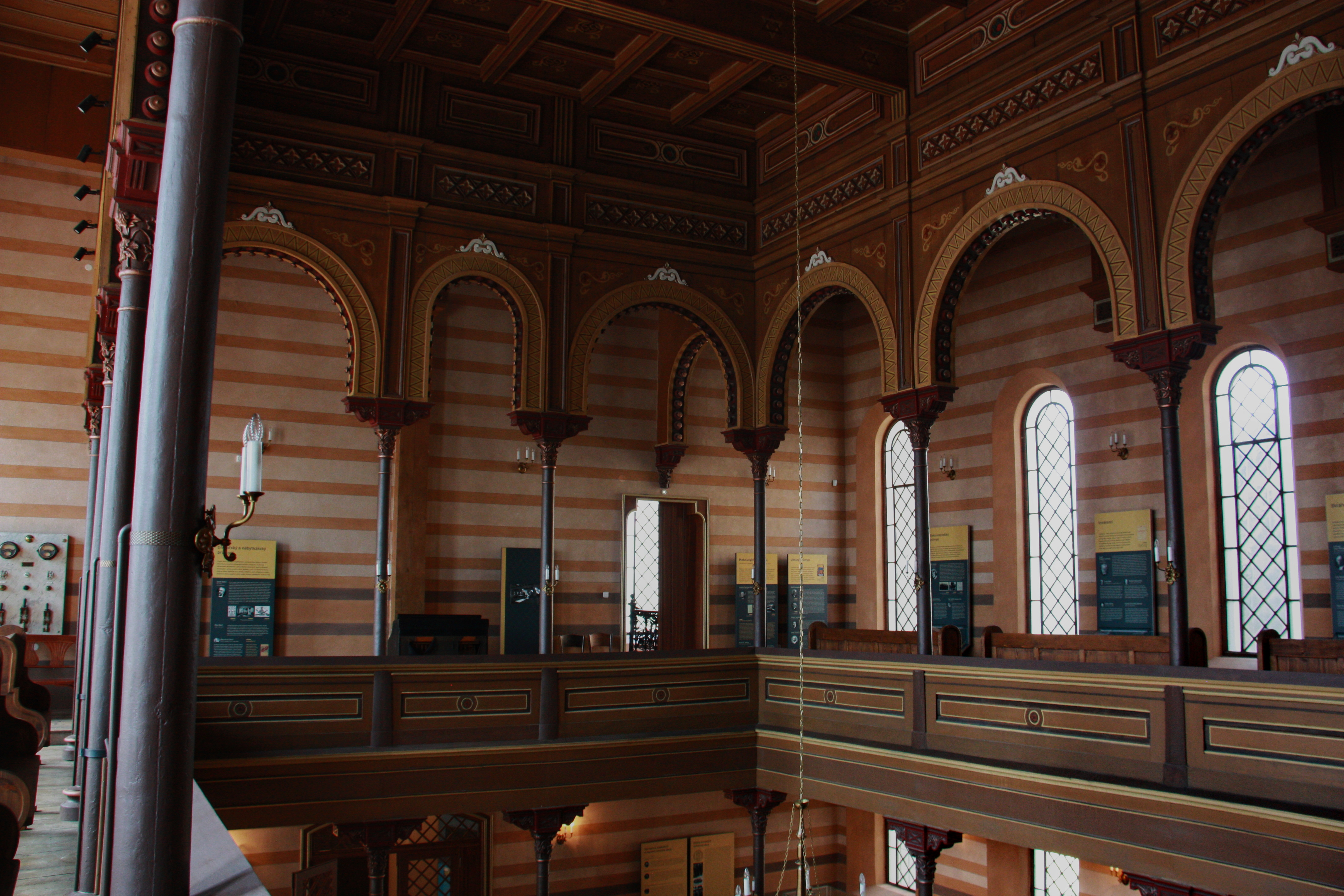
Ženská galerie využívaná jako místo pro expozice
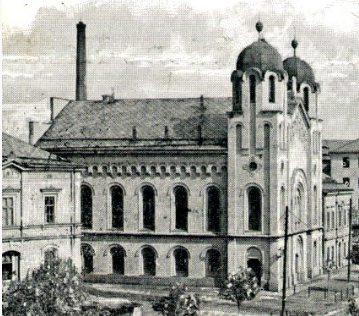
Synagoga na dobové pohlednici ze 70. let 19. století
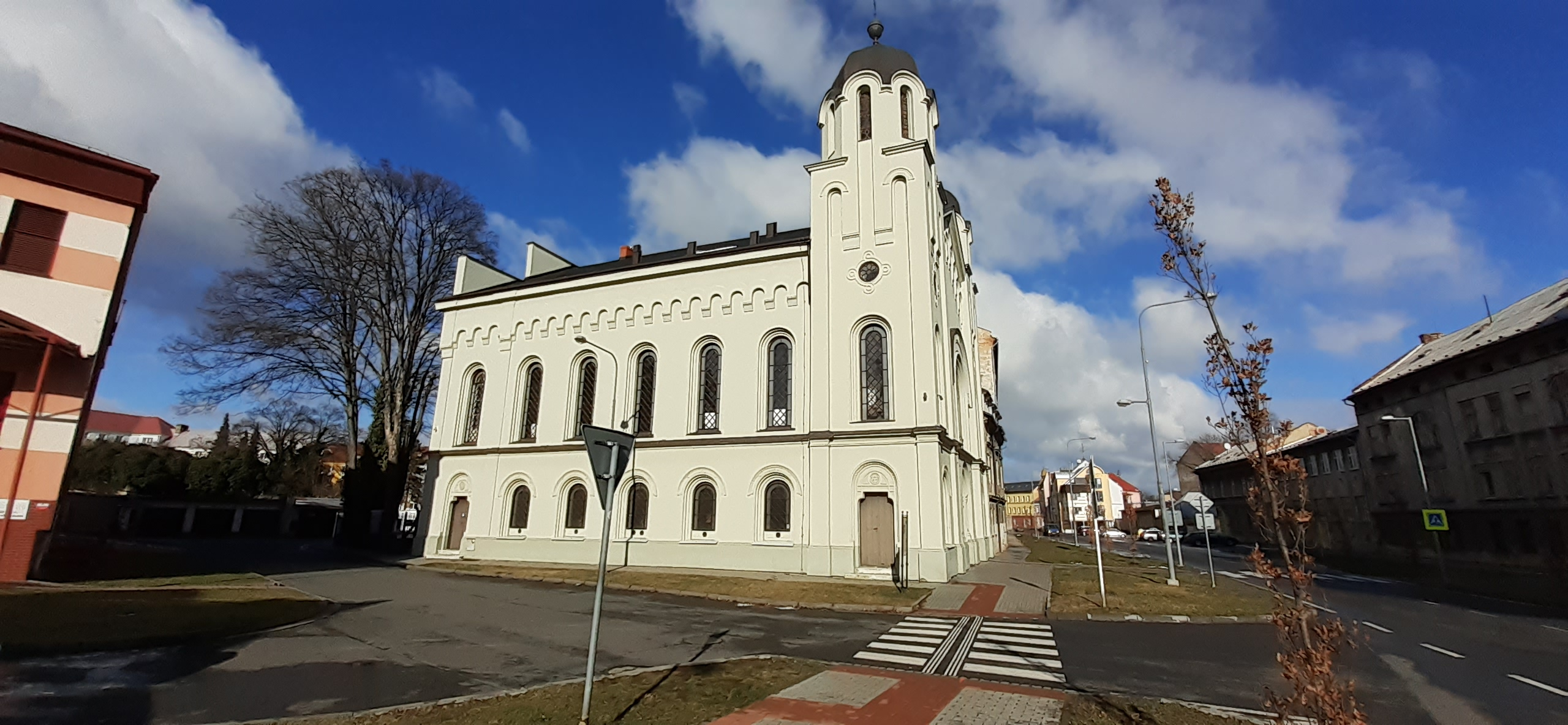
pohled ze Soukenické ulice
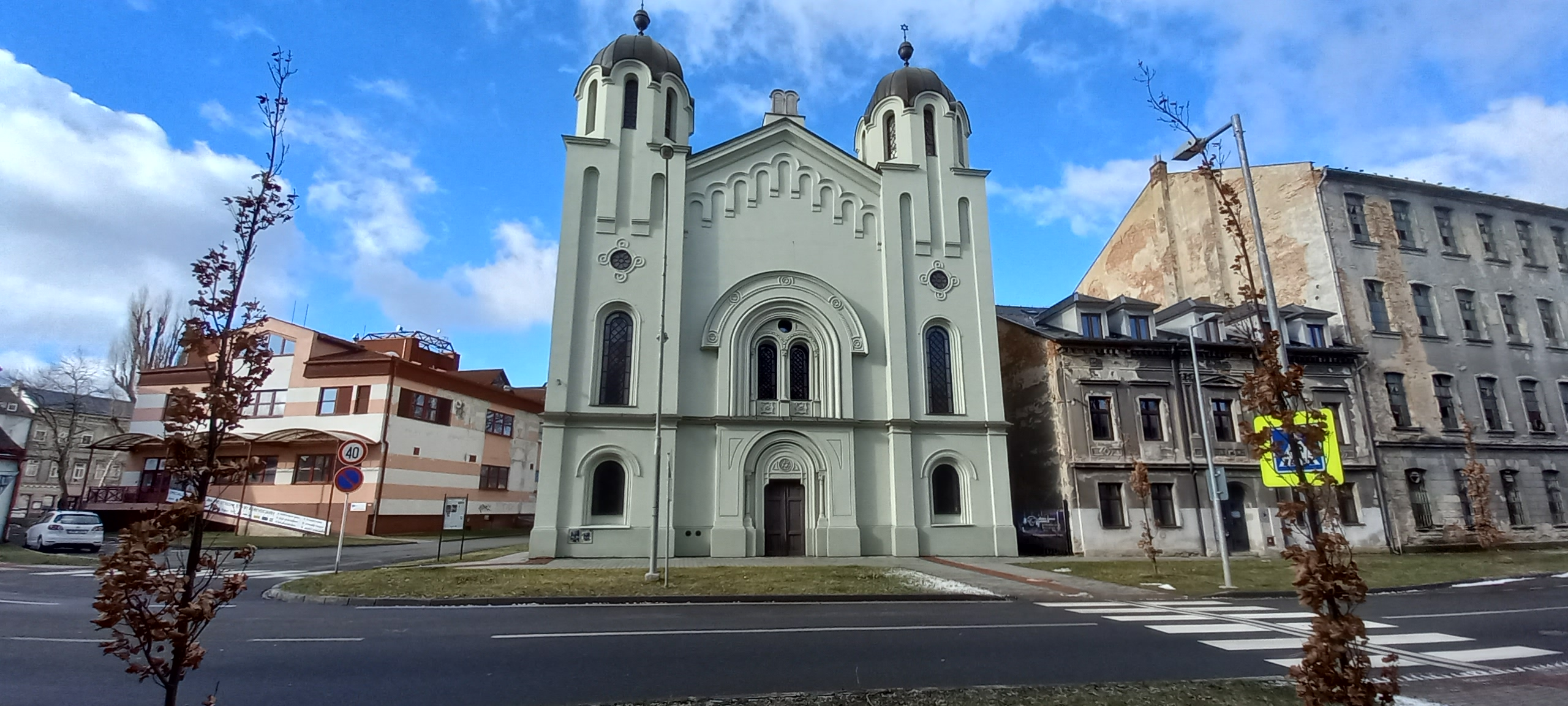
pohled na vstup
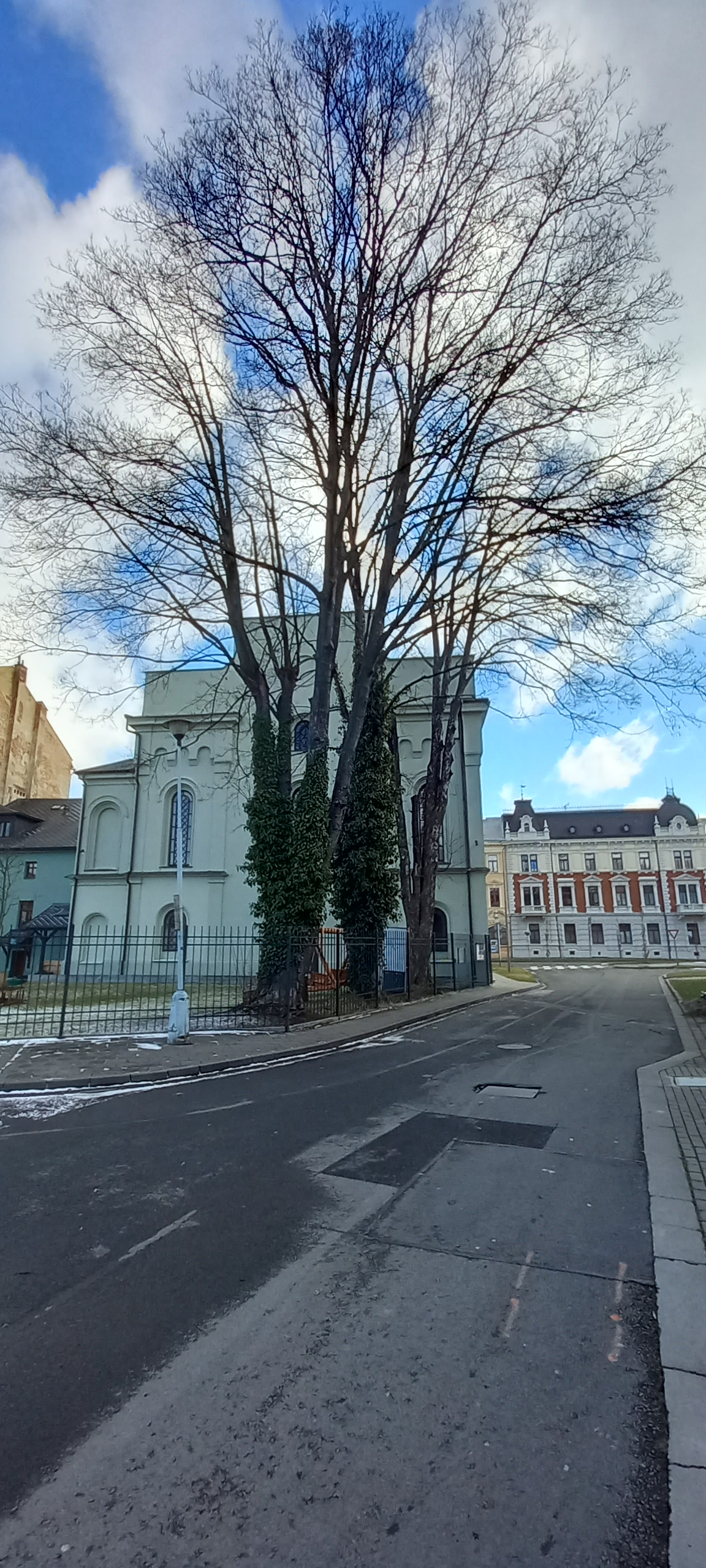
pohled z Barvířské ulice